# Palazzo Del Drago

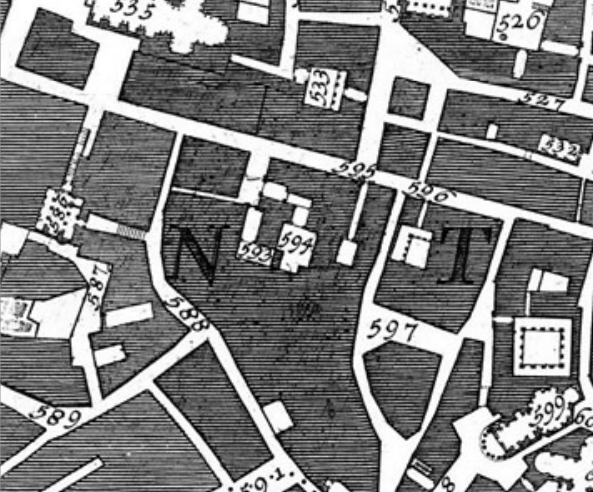
Mapa de Nolli (1748) mostrando a posição do Palazzo Del Drago (nº 594).

Palazzo Del Drago é um palácio maneirista localizado no número 33-44 da Via dei Coronari, no rione Ponte de Roma, construído em 1581 para a família Del Drago reunindo diferentes edifícios mais antigos, incluindo uma propriedade adquirida em 1557 de Pietro Paolo Stecatti e a igreja de San Salvatore de Inversis, que se tornou a capela particular do palácio. Ele abriga um jardim num de seus pátios internos. Algumas salas ainda mantém a decoração do final do século XVI, mas o edifício hoje é majoritariamente ocupado por apartamentos privados, incluindo uma grande cobertura onde já viveu a atriz Mariangela Melato (m. 2013).